# Буссе, Андреас
Андреас Буссе (род. 6 мая 1959 года, Дрезден, ГДР) – восточногерманский легкоатлет, бегун на средние дистанции. Победитель игр «Дружба-84» в беге на 1500 м. Дважды становился финалистом Олимпийских игр (1980 год, дистанции 800 и 1500 м).

## Достижения и награды
| Год  | Соревнования     | Стадион              | Место | Дистанция | Результат          |
| ---- | ---------------- | -------------------- | ----- | --------- | ------------------ |
| 1980 | Олимпийские игры | Москва, СССР         | 5     | 800 м     | 1.46,81            |
| 1980 | Олимпийские игры | Москва, СССР         | 5     | 1500 м    | 3.40,17            |
| 1983 | Чемпионат мира   | Хельсинки, Финляндия | 7     | 1500 м    | 3.43,72            |
| 1984 | Игры «Дружба-84» | Москва, СССР         | 1     | 1500 м    | 3.36,65            |
| 1986 | Чемпионат Европы | Штутгарт, ФРГ        | 18    | 1500 м    | 3.42,06 (в забеге) |